# Редбі (Міннесота)
Редбі (англ. Redby) — переписна місцевість (CDP) в США, в окрузі Белтремі штату Міннесота. Населення — 1302 особи (2020).

## Географія
Редбі розташоване за координатами 47°52′19″ пн. ш. 94°55′32″ зх. д. / 47.87194° пн. ш. 94.92556° зх. д. (47.872079, -94.925570).  За даними Бюро перепису населення США в 2010 році переписна місцевість мала площу 14,57 км², з яких 13,93 км² — суходіл та 0,64 км² — водойми.

## Демографія
Згідно з переписом 2010 року, у переписній місцевості мешкали 1334 особи в 390 домогосподарствах у складі 288 родин. Густота населення становила 92 особи/км².  Було 404 помешкання (28/км²).
Расовий склад населення:
| - 97,2 % — корінних американців - 1,4 % — білих - 0,2 % — азіатів |

До двох чи більше рас належало 1,0 %. Частка іспаномовних становила 1,7 % від усіх жителів.
За віковим діапазоном населення розподілялося таким чином: 38,5 % — особи молодші 18 років, 54,7 % — особи у віці 18—64 років, 6,8 % — особи у віці 65 років та старші. Медіана віку мешканця становила 24,7 року. На 100 осіб жіночої статі у переписній місцевості припадало 95,3 чоловіків;  на 100 жінок у віці від 18 років та старших — 91,8 чоловіків також старших 18 років.
Середній дохід на одне домашнє господарство  становив 46 513 долари США (медіана — 36 053), а середній дохід на одну сім'ю — 36 285 доларів (медіана — 26 667). Медіана доходів становила 42 500 доларів для чоловіків та 24 737 доларів для жінок. За межею бідності перебувало 43,4 % осіб, у тому числі 56,0 % дітей у віці до 18 років та 0,0 % осіб у віці 65 років та старших.
Цивільне працевлаштоване населення становило 523 особи. Основні галузі зайнятості: освіта, охорона здоров'я та соціальна допомога — 32,1 %, мистецтво, розваги та відпочинок — 29,3 %, роздрібна торгівля — 17,6 %, будівництво — 6,3 %.